# Jogannanakere, Mudigere
Jogannanakere là một làng thuộc tehsil Mudigere, huyện Chikmagalur, bang Karnataka, Ấn Độ.